# انجمن پستانداران ژاپن
انجمن پستانداران ژاپن ((به ژاپنی: 日本哺乳類学会، Nihon Honyūrui Gakkai)) انجمن علمی ژاپنی است که در سال ۱۹۸۷ برای تبلیغ پستاندارشناسی تأسیس شد.